# 9 Bootis
Désignations
9 Bootis (en abrégé 9 Boo) est une étoile géante de la constellation boréale du Bouvier. Elle est visible à l'œil nu avec une magnitude apparente de 5,01. D'après la mesure de sa parallaxe annuelle par le satellite Gaia, l'étoile est distante d'environ 192 pc (∼626 al) de la Terre. Elle se rapproche du Système solaire à une vitesse radiale héliocentrique de −41 km/s.
9 Bootis est une étoile géante rouge de type spectral K3 III qui a épuisé les réserves en hydrogène qui étaient contenues dans son cœur. De fait, son atmosphère externe s'est étendue jusqu'à ce que son rayon devienne 55 fois plus grand que le rayon solaire. C'est une variable irrégulière suspectée dont la magnitude photographique a été observée varier entre 6,1 et 6,6,. 9 Bootis est considérée comme étant légèrement enrichie en lithium et elle présente une activité chromosphérique modérée. Elle est 716 fois plus lumineuse que le Soleil et sa température de surface est de 4 197 K.